# Sophia Baddeley
Sophia Baddeley (Londres de 1745 – Edimburg, juliol de 1786) fou una actriu, cantant i cortesana anglesa de rara bellesa.
Als divuit anys, s'escapoli de la casa paterna en companyia de l'actor Robert Baddley, amb el qual es casà al cap d'un temps. Desenvolupà el paper d'Ophelia, amb gran èxit en el Theatre Royal, Drury Lane, de Londres el 1765; més tard aconseguí contractes més avantatjosos com a cantant en el Vaux-hall i en el Ranelagh.
Separada del seu marit a causa de les seves aventures escandaloses, tingué de refugiar-se a Edimburg, per escapar dels seus creditors; en els últims anys de la seva vida absorbia grans quantitats de làudan, que arribà a atrofiar el seu enteniment i l'obligaren a retirar-se de l'escena.